# Imre Simon
Imre Simon (Budapeste, Hungria, 14 de agosto de 1943 — São Paulo, Brasil, 13 de agosto de 2009) foi um renomado professor, pesquisador e matemático húngaro-brasileiro.
Reconhecido por suas contribuições significativas no campo da ciência da computação e da matemática. Sua carreira acadêmica foi marcada por realizações notáveis e um impacto duradouro na comunidade científica, especialmente na Universidade de São Paulo. 

## Biografia
Imre nasceu em Budapeste, na Hungria, em 1943, durante a Segunda Guerra Mundial. Após o levante húngaro de 1956, sua família imigrou para o Brasil, onde ele continuou seus estudos e desenvolveu seu interesse pela matemática. Ele se formou em engenharia eletrônica na Escola Politécnica da USP em 1966, demonstrando habilidades excepcionais nessa área. Obteve o mestrado em 1970 e o doutorado em 1972, ambos em ciência da computação pela Universidade de Waterloo, o último com a tese Hierarchies of Events with Dot-Depth One sob a orientação de Janusz Brzozowski.
Durante seus primeiros anos como estudante e estagiário da USP, Imre trabalhou no que se tornaria o atual Centro de Computação Eletrônica (CCE), onde teve a oportunidade de trabalhar com o primeiro computador adquirido pela universidade, um IBM1620. Essa experiência o impulsionou a participar das vanguarda de inovações tecnológicas no Brasil.
Na metade dos anos 90, quando a internet estava surgindo, Imre presidiu a Comissão Central de Informática da USP e foi visionário ao antecipar o potencial e a importância da internet como ferramenta acadêmica e de pesquisa. Sob sua liderança, os Campus da USP foram prontamente interligados e sua infraestrutura foi atualizada para se beneficiar dos recursos oferecidos pela internet. Essa iniciativa teve um impacto profundo na colaboração acadêmica, no acesso à informação e na disseminação do conhecimento em toda a universidade.
Imre Simon faleceu na madrugada do dia 13 de Agosto de 2009, aos 65 anos, em decorrência de um câncer de pulmão.

## Carreira Acadêmica
Imre foi professor titular do Departamento de Ciência da Computação do Instituto de Matemática e Estatística da Universidade de São Paulo (IME-USP), recebendo o titulo de Professor Emérito (post-mortem). Também foi coordenador da Incubadora Virtual de Conteúdos Digitais, um projeto do programa TIDIA da FAPESP.
Além de suas contribuições no avanço tecnológico da USP, Imre também desempenhou um papel fundamental na introdução de avanços tecnológicos no Brasil. Ele ajudou a implementar o primeiro exame vestibular computadorizado do país, um marco significativo na educação e na aplicação da computação. Ele também escreveu um programa de computador para lidar com os índices de inflação para o Ministério da Fazenda, em uma época em que a inflação estava em níveis alarmantes. Essa conquista foi particularmente notável considerando as limitações dos computadores da época.
O compromisso do Imre com a ciência da computação teórica e sua visão de promover o intercâmbio acadêmico na América Latina se refletiram na criação e no desenvolvimento contínuo do simpósio LATIN (Latin American Theoretical Informatics). O evento se tornou uma plataforma importante para a disseminação de conhecimentos e a formação de parcerias entre pesquisadores de todo o continente. Graças ao trabalho incansável do Imre e dos demais organizadores, o LATIN se estabeleceu, e permanece, como um evento de destaque no calendário acadêmico da ciência da computação na América Latina.
Imre desempenhou um papel significativo no movimento de software livre no Brasil. Ele entendia que esse era um instrumento para capacitar as pessoas por meio da tecnologia e em promover a liberdade de compartilhamento e modificação de software. Na USP, Imre foi um defensor entusiasta do uso e desenvolvimento de software livre. Ele reconheceu a importância de disponibilizar o conhecimento e as ferramentas tecnológicas de forma livre e acessível a todos. Como professor, ele promoveu a utilização de software livre em suas atividades acadêmicas e encorajou seus alunos a explorar e contribuir para esse movimento.
No campo da matemática, Imre fez contribuições pioneiras na geometria tropical. Suas pesquisas e seu trabalho inovador foram fundamentais para o desenvolvimento dessa área de estudo. O termo "geometria tropical" foi cunhado em referência à sua nacionalidade brasileira, pesquisas e descobertas nesse campo, estabelecendo um legado duradouro e uma base sólida para futuras investigações nesse domínio.
Ao longo de sua carreira, Imre recebeu diversos prêmios e reconhecimentos, destacando-se o Prêmio Científico da Union des Assurances de Paris (UAP), em conjunto com Misha Gromov e Joseph Stiglitz, a Ordem Nacional do Mérito Científico, Prêmio Jabuti de Ciências Exatas e o Prêmio de Mérito Científico da Sociedade Brasileira de Computação. Em 2009, já após o seu falecimento, ele foi nomeado Professor Emérito do Departamento de Ciência da Computação do Instituto de Matemática e Estatística da USP, uma honra que celebrou sua trajetória e contribuições excepcionais para a academia.
Sua pesquisa abrangeu diversas áreas da computação, como a teoria de autômatos finitos, a relação entre sociedade e as redes digitais e a geometria tropical, área na qual foi pioneiro e que recebeu esse nome em homenagem à sua nacionalidade. Em 2005, o periódico RAIRO-ITA dedicou uma edição às ramificações de seu trabalho como cientista da computação.
Presidiu a Sociedade Brasileira de Matemática e coordenou o grupo de Estudos de Informação e Comunicação (EdIC), do Instituto de Estudos Avançados da USP. Foi também membro titular da Academia Brasileira de Ciências e membro da Ordem Nacional do Mérito Científico, na classe de Grã-Cruz.

## Publicações
- Setzer, Valdemar Waingort; Simon, Imre; Kowaltowski, Tomasz (1972). Curso de Fortran IV Básico. [S.l.]: Edgard Blücher. CDD 651.8
- Lucchesi, Cláudio L.; Simon, Imre; Simon, István; Simon, János; Kowaltowski, Tomasz (1979). Aspectos Teóricos da Computação. [S.l.]: Instituto de Matemática Pura e Aplicada. CDD 519.4